# 縫道石山
縫道石山（ぬいどういしやま）は、下北半島にある標高626メートルの山である。山頂部はわずかに佐井村に入っている。東北百名山に選ばれている。

## 登山
野平林道と福浦港からの福浦林道が接続する峠に登山道がある。登山口は標高350メートルに満たない標高ながらブナ林が見られ、登山口の隅からその林に入って行く。10分程度で左のオシダが茂る杉林に変わる。緩やかな登りは次第に下りに転じて、鞍部で野平分岐に突き当たる。左に曲がり、数歩先でまた福浦分岐につく。ここを右に曲がり、杉からヒバやブナなどの林を高度を上げていく。しだいに、ヒバ樹林の急な尾根になり、巨大な岩を左右に見ながらロープを使い登ると、広いテーブル状の山頂に到着する。
登山道の途中を少し戻ると、標高454メートルの縫道石山展望台（通称「ババ岩」）がある。また、ババ岩の北西にも同程度の標高の通称「ジジ岩」がある。ババ岩内部には洞窟があり「胎内巡り」ができる。

## オオウラヒダイワタケ
オオウラヒダイワタケは縫道石山で1956年に発見された地衣類である。アリューシャン列島でも見つかっているが、日本では縫道石山だけで発見されている。これは、氷河時代からの生き残りであるとされている。
最初は「人知れず保存した方がいい」と場所を明らかにしないで保護する方針をとった。しかし、近くのヒバ林が伐採され、ガスがかかりにくくなるなど環境が激変、死滅するイワタケが目立ち始めた。また、ロッククライミングの練習場として脚光を浴び、オオウラヒダイワタケは危機に陥った。
そこで、オオウラヒダイワタケは「縫道石山・縫道石の特殊植物群落」として1976年、天然記念物に指定・保護された。

## 「縫道」の由来
山名の由来は「ぬいどう」（同地方のナメコの方言）が探れる山という説や入道に見えるという説などがある。